# Edmund Howard

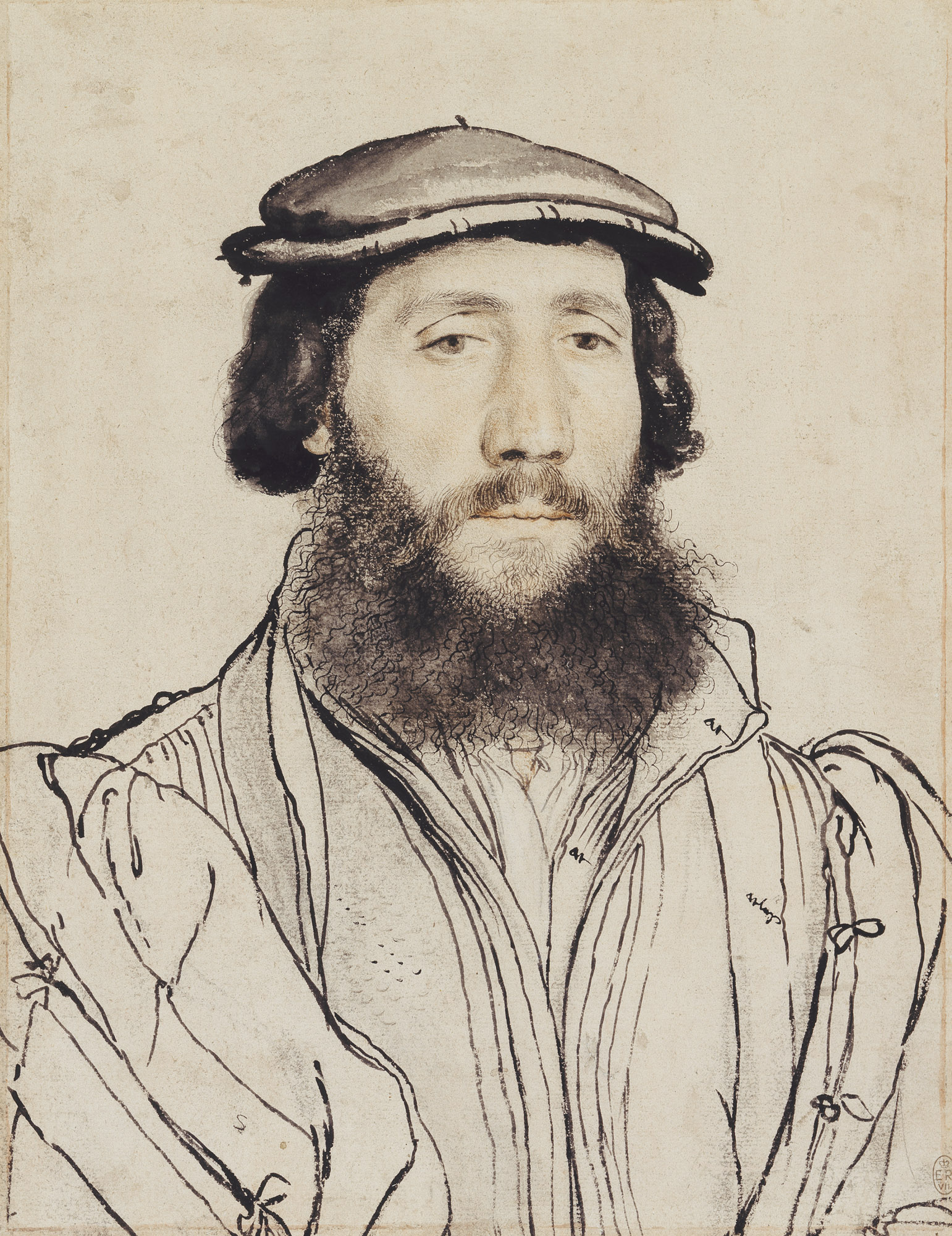
Dieses Porträt eines unbekannten Mannes von Hans Holbein dem Jüngeren zeigt womöglich Lord Edmund Howard.

Lord Edmund Howard (* 1478; † 19. März 1539) war ein englischer Adliger aus der alten normannischen Adelsfamilie Howard.

## Leben
Er war einer der Söhne von Thomas Howard, 2. Duke of Norfolk aus dessen erster Ehe mit Elizabeth Tylney, als nachgeborener Sohn aber mittellos und ohne größere Karriereaussichten. Er verbrachte seine frühen Jahre am Hof und wurde 1509 als einer der Adligen aufgeführt, die die Turniere anlässlich der gemeinsamen Krönung von Heinrich VIII. (England) und Katharina von Aragon organisierten. 1513 nahm er als Marshal of the Horse an der Schlacht von Flodden Field teil und wurde auf dem Schlachtfeld zum Knight Bachelor geschlagen. 1515 gehörte er zur Eskorte für Prinzessin Mary Tudor, die sie zur Verheiratung mit König Ludwig XII. von Frankreich nach Paris begleitete. 1520 war er im Umfeld des Königs auf dem Camp du Drap d’Or anwesend, wo er an den dortigen Turnieren teilnahm. 1523 nahm er am Feldzug nach Schottland teil.
Er heiratete dreimal, jedes Mal eine Witwe aus dem niederen Adel, die über Grundbesitz verfügte und für die die Ehe mit dem mittellosen Sohn eines Dukes immerhin prestigeträchtig war. Ein Auskommen fand er erst, als seine Nichte Anne Boleyn die Gunst König Heinrichs VIII. erlangte und er womöglich dank ihrer Vermittlung um 1530 eine Beamtenstelle als Controller von Calais fand. Howard wurde 1539 aus diesem Amt entlassen, möglicherweise aus gesundheitlichen Gründen, ohne dadurch zu Reichtum gekommen zu sein. Anne Boleyn heiratete den König 1533 als dessen zweite Gattin, fiel jedoch in Ungnade und wurde 1536 hingerichtet.

## Ehen und Nachkommen
Er heiratete Joyce Culpeper (um 1480–um 1527), Erbtochter des Richard Culpepper, Gutsherr von Oxenhoath in Kent, Witwe des Ralph Leigh († um 1510), Gutsherr von Stockwell in Surrey. Mit Joyce Culpeper hatte er fünf Stiefkinder aus deren erster Ehe sowie acht leibliche Kinder:
- Sir George Howard († kinderlos);
- Sir Charles Howard († kinderlos);
- Henry Howard († kinderlos) ⚭ Anne;
- Margaret Howard († 1552) ⚭ Sir Thomas Arundell, of Wardour in Wiltshire;
- Catherine Howard (um 1525–1542) ⚭ 1540 König Heinrich VIII.;
- Mary Howard ⚭ Sir Edmund Trafford, of Trafford in Lancastershire (1526–1590);
- Joyce Howard ⚭ John Stanney;
- Isabel Howard ⚭ Henry Boynton, of Bromham.

Dank der Verbindung zwischen Anne Boleyn und Heinrich VIII. nahm Edmund Howards Stiefmutter Agnes Tilney seine junge Tochter Catherine Howard in ihrem Haushalt auf, um ihr dort eine angemessene Erziehung zu geben. Edmund Howard starb, bevor seine Tochter als fünfte Gattin Heinrichs VIII. 1540 zur englischen Königin aufstieg.
Nachdem Joyce Culpeper gestorben war, heiratete er um 1528 in zweiter Ehe Dorothy Troyes, Witwe des Sir William Uvedale, of Wickham in Hampshire, Tochter und Coerbin des Thomas Troyes, of Kilmeston in Hampshire. Die Ehe blieb kinderlos.
Um 1533 heiratete er in dritter Ehe Margaret Mundy, Witwe des Nicholas Jennings, Sheriff of London, Tochter des Sir John Mundy, Lord Mayor of London. Auch diese Ehe blieb kinderlos. Margaret heiratete nach seinem Tod Henry Mannocks und starb 1564.